# Nemertesia fraseri
Nemertesia fraseri är en nässeldjursart som beskrevs av Ramil och Vervoort 1992. Nemertesia fraseri ingår i släktet Nemertesia och familjen Plumulariidae. Inga underarter finns listade i Catalogue of Life.